# Andrei Iwanowitsch Scholuch
Andrei Iwanowitsch Scholuch (* 29. November 1895 in Reschetyliwka, Gouvernement Poltawa, Russisches Kaiserreich; † 9. Januar 1979 in Düsseldorf) war der Gründer und langjähriger Leiter des Ural-Kosakenchores.
Andrei Scholuch war Sohn der Großkaufleute Iwan Iwanowitsch und Irina Pelagia Scholuch. Nach Beendigung des Gymnasiums schlug Scholuch die Offizierslaufbahn ein und unterzog sich einer Ausbildung an der Kriegsakademie in Perm. Anschließend leistete Scholuch an der Westfront nahe Lemberg Frontdienst als junger Leutnant. Während des Russischen Bürgerkriegs diente er unter General Wrangel und wurde im Jahr 1919 zum Oberleutnant befördert. Im darauffolgenden Jahr emigrierte er nach Gallipoli, wo sich sein Truppenteil neu formierte, um gegen marodierende rote Seeleute zu kämpfen. 1921 wurde er nach Alexandria in ein Internierungslager gebracht. Nach seiner Entlassung ging Scholuch nach Paris, wo er zunächst in einer Automobilfabrik arbeitete. In seiner Freizeit arbeitete er an der Gründung des Ural Kosakenchores, mit dem er 1924 erstmals auf Tournee ging, die ihn nach Spanien, Frankreich, Portugal, Benelux, Italien, Schweiz, Österreich und Deutschland führte. Der Sitz des Chores wurde dann auch Deutschland. Nach der Auflösung im Jahre 1972 widmete sich Scholuch bis zu seinem Tode der orthodoxen Kirchenmusik.